# Наследницкое сельское поселение
Наследницкое се́льское поселе́ние — муниципальное образование в Брединском районе Челябинской области Российской Федерации. В рамках административно-территориального устройства муниципальное образование  соответствует административно-территориальной единице Наследницкий сельсовет.
Административный центр — посёлок Наследницкий.

## История
Статус и границы сельского поселения установлены Законом Челябинской области от 13 сентября 2004 года № 268-ЗО «О статусе и границах Брединского муниципального района и сельских поселений в его составе».

## Население
| 2002  | 2010  | 2011  | 2012  | 2013  | 2014  | 2015  |
| ----- | ----- | ----- | ----- | ----- | ----- | ----- |
| 2249  | ↘2047 | ↘2042 | ↘1982 | ↘1931 | ↘1871 | ↘1849 |
| 2016  | 2017  | 2018  | 2019  | 2020  | 2021  |       |
| ↘1822 | ↘1821 | ↘1776 | ↘1744 | ↘1717 | ↘1635 |       |

## Состав сельского поселения
| № | Населённый пункт | Тип населённого пункта          | Население |
| - | ---------------- | ------------------------------- | --------- |
| 1 | Коряжный         | посёлок                         | ↘142      |
| 2 | Наследницкий     | посёлок остановочного пункта    | ↗117      |
| 3 | Наследницкий     | посёлок, административный центр | ↘1788     |

### Упразднённые населённые пункты
Дальний — упразднённый в 1982 году посёлок.